# Žejski izvir
Žejski izvir je eden od izvirov reke Pivke in istoimenski potok (Žejski potok). V Pivko se izliva kot desni pritok v bližini naselja Žeje.